# Tadjenanet
Tadjenanet là một đô thị thuộc tỉnh Mila, Algérie. Dân số thời điểm năm 2002 là 43.151 người.